# Henrik Måwe
Gustav Henrik Måwe, född 6 mars 1981 i Leksand, är en svensk pianist.
Måwe har studerat vid Sibelius-Akademin för Hui-Ying Liu-Tawaststjerna och vid Kungliga Musikhögskolan i Stockholm för Staffan Scheja samt för Hans Pålsson och Hans Leygraf. 
Han har framträtt i de flesta europeiska länder samt USA, Asien och Sydafrika liksom i svensk TV och radio.
Måwe har tilldelats flera stipendier, bland annat 2008 Rosenborg-Gehrmans musikstipendium på 100 000 kr. År 2009 tilldelades han Kjerstin Dellerts stipendium på Confidencen på 50 000 kronor. Han är även Young Steinway Artist.
Måwe är gift med politikern Alice Teodorescu Måwe. Han är avlägsen släkting till diplomaten Ann Måwe, gift med politikern Jonas Sjöstedt.

## Diskografi
- 2014 – Sonic philosophy: Colour and affect, tillsammans med Hugo Ticciati.
- 2018 – Bruch Stenhammar, tillsammans med Christian Svarfvar.